# Lista de deputados estaduais de Minas Gerais da 6.ª legislatura
Esta é uma lista de deputados estaduais de Minas Gerais eleitos para a 6ª Legislatura. São relacionados o nome civil dos parlamentares que assumiram o cargo em 1967, cujo mandato expirou em 1971.

## Composição das bancadas
| Partido | Líder         | Bancada | Posição  |
| ------- | ------------- | ------- | -------- |
| ARENA   | Raul Bernardo | 63 / 82 | Governo  |
| MDB     | Wilson Tanure | 19 / 82 | Oposição |

## Relação
| Nome                              | Partido | Observações |
| --------------------------------- | ------- | --- |
| Agostinho Campos Neto             | ARENA   | |
| Altair Chagas                     | ARENA   | |
| Alvaro Salles                     | ARENA   | |
| Alvimar Mourão                    | ARENA   | |
| Amilcar Campos Padovani           | MDB     | |
| Aníbal Teixeira de Souza          | MDB     | Foi cassado em 14/3/1969. |
| Antônio Pereira de Almeida        | ARENA   | Substituído por Ataliba Mendes de Oliveira no período de 18/8 a 17/12/1967. Foi cassado em 14/3/1969. |
| Artur Fagundes de Oliveira        | ARENA   | |
| Athos Vieira de Andrade           | ARENA   | Substituído por Ulysses Marcondes Escobar no período de 28/7 a 23/12/1967 e Leopoldo da Silva Porto de 24/12/1967 a 4/1/1968. |
| Bonifácio José Tamm de Andrada    | ARENA   | |
| Carlos Alberto Cotta              | MDB     | |
| Carlos Eloy Carvalho Guimarães    | ARENA   | |
| Christovam Chiaradia              | ARENA   | |
| Cícero Dumont                     | ARENA   | |
| Cyro de Aguiar Maciel             | ARENA   | |
| Dalton Moreira Canabrava          | MDB     | Substituído por Nelson Luiz Thibau no período de 20/6 a 16/10/1969. |
| Delson Scarano                    | ARENA   | |
| Dênio Moreira de Carvalho         | ARENA   | |
| Dermeval José Pimenta Filho       | ARENA   | |
| Edgard de Vasconcelos Barros      | ARENA   | Substituído por Domingos Jório Filho no período de 30/11 a 17/12/1967, Ataliba Mendes de Oliveira de 18/12/1967 a 1º/2/1968 e Augusto Elias Jorge Zenun de 2/2 a 22/3/1968.                                                                                           |
| Emílio Haddad Filho               | MDB     | |
| Euclides Pereira Cintra           | ARENA   | |
| Eurípedes Craide                  | MDB     | |
| Expedito de Faria Tavares         | ARENA   | |
| Fábio Botelho Notini              | MDB     | |
| Fábio Vasconcellos                | ARENA   | Substituído por Leopoldo da Silva Porto no período de 25/8 a 23/12/1967. |
| Feliciano de Oliveira Penna       | ARENA   | |
| Francisco Bilac Moreira Pinto     | ARENA   | Licenciou-se para ocupar o cargo de Secretário de Estado de Administração, sendo substituído por Milton Salomon Salles no período de 19/4/1967 a 14/3/1969 e Ulysses Marcondes Escobar de 15/3/1969 a 13/1/1970.                                                      |
| Fuhad Fadel Sahione               | MDB     | Substituído por Mário Genival Tourinho no período de 10/4 a 7/10/1969 e Nelson Luiz Thibau de 17/10 a 24/11/1969. |
| Geraldo Martins Silveira          | ARENA   | |
| Geraldo Morais Quintão            | ARENA   | |
| Geraldo Paulino Santanna          | ARENA   | |
| Gerardo Henrique Machado Renault  | ARENA   | |
| Heráclito Cunha Ortiga            | ARENA   | |
| Homero dos Santos                 | ARENA   | |
| Ibrahim Abi-Ackel                 | ARENA   | |
| Jairo Monteiro da Cunha Magalhães | ARENA   | |
| Jarbas Nogueira de Medeiros Silva | ARENA   | |
| João Bello de Oliveira Filho      | ARENA   | |
| João Carlos de Almeida Peixoto    | ARENA   | |
| João Carlos Ribeiro de Navarro    | ARENA   | |
| João de Araújo Ferraz             | ARENA   | |
| João Vidal de Carvalho            | ARENA   | Renunciou em 5/1/1971. |
| Joaquim de Melo Freire            | ARENA   | |
| Joaquim Mariano da Silva          | MDB     | |
| Joaquim Roberto Leão Borges       | ARENA   | Licenciou-se para ocupar o cargo de Secretário de Estado de Viação e Obras Públicas, sendo substituído por Domingos Jório Filho no período de 6/5 a 27/10/1969 e Leopoldo da Silva Porto de 28/10/1969 a 13/1/1970.                                                   |
| Jorge Ferraz                      | MDB     | |
| Jorge Vargas                      | ARENA   | |
| José Gomes Domingues              | ARENA   | |
| José Luiz Baccarini               | MDB     | |
| José Marcus Cherém                | ARENA   | Faleceu em 8/12/1969, sendo substituído por Augusto Elias Jorge Zenun. |
| José Mendes Honório               | ARENA   | |
| José Pires da Luz                 | ARENA   | |
| José Raimundo Soares da Silva     | MDB     | |
| Lourival Brasil Filho             | ARENA   | |
| Lúcio de Souza Cruz               | ARENA   | |
| Luiz Fernando Faria de Azevedo    | ARENA   | |
| Manoel da Silva Costa             | ARENA   | |
| Maria José Nogueira Pena          | ARENA   | |
| Mário Assad                       | ARENA   | |
| Mário Hugo Ladeira                | ARENA   | Licenciou-se para ocupar o cargo de Secretário Municipal de Educação e Cultura, sendo substituído por Ulysses Marcondes Escobar no período de 6/12/1968 a 2/3/1969 e Leopoldo da Silva Porto de 3/3 a 27/10/1969.                                                     |
| Matosinhos de Castro Pinto        | ARENA   | Foi cassado em 29/4/1969. |
| Maurílio Miranda Cambraia         | ARENA   | |
| Nelson José Lombardi              | MDB     | |
| Nílson Gontijo Santos             | MDB     | |
| Orlando de Andrade                | ARENA   | Licenciou-se para ocupar o cargo de Secretário de Estado de Viação e Obras Públicas, sendo substituído por Ataliba Mendes de Oliveira no período de 4/6 a 8/10/1968, Ulysses Marcondes Escobar de 9 a 28/10/1968, e Leopoldo da Silva Porto de 29/10/1968 a 2/3/1969. |
| Paulino Cícero de Vasconcellos    | ARENA   | |
| Rafael Caio Nunes Coelho          | ARENA   | |
| Raul Bernardo Nelson de Senna     | ARENA   | Licenciou-se para ocupar o cargo de Secretário de Estado de Governo, sendo substituído por Augusto Elias Jorge Zenun no período de 30/5/1967 a 7/12/1969, e Domingos Jório Filho de 9/12/1969 a 13/1/1970.                                                            |
| Raul Décio de Belém Miguel        | MDB     | Foi cassado em 14/3/1969. |
| Ronaldo Passos Canedo             | ARENA   | |
| Sebastião Alves do Nascimento     | ARENA   | |
| Sebastião Anastácio de Paula      | ARENA   | Renunciou em 14/3/1969 para ocupar o cargo de Ministro do Tribunal de Contas do Estado de Minas Gerais, sendo substituído por Milton Salomon Salles. |
| Sebastião Fabiano Dias            | MDB     | Foi cassado em 17/10/1969. |
| Sebastião Navarro Vieira          | ARENA   | Substituído por Leopoldo da Silva Porto no período de 29/6 a 28/10/1968. |
| Silvio Menicucci                  | MDB     | Foi cassado em 17/10/1969. |
| Targino Raimundo de Figueiredo    | MDB     | |
| Valdir Melgaço Barbosa            | ARENA   | |
| Waldir Mendes Morato de Andrade   | ARENA   | |
| Walthon de Andrade Goulart        | ARENA   | |
| Wilson Alvarenga de Oliveira      | ARENA   | |
| Wilson Luiz Tanure                | MDB     | |